# 로빈 던
로빈 던(Robin Dunne, 1976년 11월 19일 ~ )은 캐나다의 배우이다.

## 출연 작품
- 빅 히트(1998) - 얼간이 역
- 스테이지 뷰티(2004) - 버틀러 역
- 저스트 프렌드 (2005) - 레이 역